# Poppin’ in Paris: Live at l’Olympia 1972
Poppin’ in Paris: Live at l’Olympia 1972 ist ein Jazzalbum von Cannonball Adderley. Die am 25. Oktober 1972 im Olympia, Paris entstandenen Aufnahmen erschienen am 26. April 2024 auf Elemental Music.

## Hintergrund
Nachdem Cannonball Adderley Mitte Oktober Aufnahmen für die Studioalben The Happy People und Cannonball Adderley Presents Soul of the Bible (nominell unter Nat Adderleys Leitung erschienen) gemacht hatte, ging er mit seiner Band auf Europatournee. Sie traten am 19. Oktober 1972 auf dem Festival Jazz Jamboree in Warschau auf; sechs Tage später gastierten Cannonball und Nat Adderley, begleitet vom Pianisten George Duke, dem Bassisten Walter Booker und Roy McCurdy am Schlagzeug im Rahmen des Paris Jazz Festival im Pariser Veranstaltungsort Olympia.
Der Pianist/Keyboarder George Duke war seit einem Jahr als Nachfolger von Joe Zawinul in der Band, der zu diesem Zeitpunkt mit Wayne Shorter die Fusiongruppe Weather Report gründete. Der Konzertmitschnitt aus Paris wurde von den Originalbandspulen übertragen. Das von Zev Feldman produzierte Album enthält ein Booklet mit Fotos und Essays des Jazzautors Bob Blumenthal und von Feldman sowie Beiträgen von Roy McCurdy, Tia Fuller, Lou Donaldson und Vincent Herring und einem bislang unveröffentlichten Interview mit Nat Adderley.

## Titelliste
- Cannonball Adderley: Poppin in Paris: Live at l’Olympia 1972 (Elemental Music 5990549)[3]

A1		Black Messiah (George Duke) 20:22

B1		Autumn Leaves (Joseph Kosma, Jacques Prévert) 13:16

B2		Soli Tomba	(Walter Booker) 3:36

B3		Walk Tall (Baby That's What I Need) into the Scene	5:19

C1		Doctor Honoris Causa	19:40

D1		Hummin'	(Nat Adderley) 8:42

D2		Directions	3:36

D3		Mercy, Mercy, Mercy	2:58

D4		The Scene (Nat Adderley, Zawinul) 1:43
Wenn nicht anders vermerkt, stammen die Kompositionen von Joe Zawinul.

## Rezeption
Nach Ansicht von  Mike Jurkovic, der das Album in All About Jazz rezensierte, bleibe Adderley und seine Band ihrem unausgesprochenen Credo treu – den Erwartungen zu trotzen – und stürze sich direkt in George Dukes epischen Rent-Party-Song „Black Messiah“. Dies sei ein farbenfrohes Jazz-Rock-Feuerwerk, das auf ein Arrangement zurückgehe, das ebenso fein ausgearbeitet wie offen ist. Zawinuls Kompositionen würden das gesamte Album dominieren und das sei, wie so oft, eine wirklich lebhafte Sache. „Doctor Honoris Causa“ stelle Zawinuls Nachfolger Duke vor jede Herausforderung, die der ältere Keyboarder/Komponist ihm gestellt habe: Er vibriere und chille, während Nat Adderleys Kornett exotische Indigo-Phrasen blase. Vielleicht mit Blick auf eine weitere Billboard-Top-Ten-Einstufung würden Adderley und Co. zu „Walk Tall (Baby, That's What I Need)“ greifen.